# Lee Bowman
Lee Bowman, född 28 december 1914 i Cincinnati, Ohio, död 25 december 1979 i Brentwood, Kalifornien, var en amerikansk skådespelare. Han medverkade i över 40 filmer, var röstskådespelare i radio och skådespelade i Broadway-produktioner.

## Filmografi, urval
- 1937 – Vi träffades i Paris
- 1939 – Det falska beviset
- 1939 – Det sitter i benen
- 1939 – Vem sköt McLain?
- 1939 – Det handlar om kärlek...
- 1940 – Jag hatar dig, älskling!
- 1941 – Kompaniets olycksfåglar
- 1944 – Svartsjuka fruar
- 1944 – Smekmånad på prov
- 1944 – Omslagsflickan
- 1945 – I kväll och varje kväll
- 1947 – Vinddriven
- 1949 – Jazzflickan
- 1950 – Huset vid floden